# جشمة كورة (خورخورة)
جشمة کورة (بالفارسية: چشمه کوره) هي قرية تقع في إيران في قسم خورخورة الريفي. يقدر عدد سكانها بـ 184 نسمة .